# جلينزيندورف
جلينزيندورف (بالألمانية: Glinzendorf) هي مدينة تقع في منطقة غانسيرندورف في ولاية النمسا السفلى.